# LEKA Volley
Il LEKA Volley fu una società pallavolistica maschile finlandese, con sede a Kuopio.

## Storia
Il LEKA Volley nasce nel 2014, esordendo immediatamente nella Lentopallon Mestaruusliiga. Disputa la massima divisione finlandese per quattro annate, raggiungendo sempre i play-off scudetto, ma uscendo di scena sempre ai quarti di finale, tranne che nella stagione 2015-16, quando si spinge fino alle semifinali scudetto, sconfitto anche nella finale per il terzo posto, e alle semifinali di Coppa di Finlandia.
Nel 2017 sigla un accordo e unisce le proprie forze con il Pielaveden Sampo, altro club della regione di Savo Settentrionale: la fusione diventa effettiva al termine del campionato 2017-18, dando vita al Savo.